# Seele (Technik)

Schnittmodell eines Kabels:
1. Seele
2.–4. Mantel und Hüllen

Als Seele bezeichnet man den Kern eines Kabels, Seils oder vergleichbaren Strangs, der von einem anderen Material umgeben wird. Die Seele muss dabei nicht zwingend aus Vollmaterial bestehen, sondern kann, wie z. B. in Koaxialkabeln, hohl sein.